# برکه باغ
برکه باغ مربوط به دوره قاجار است و در لار، محله نو، بالاتر از مسجد ولی عصر (ع) کوچه آبی واقع شده و این اثر در تاریخ ۱۹ مرداد ۱۳۸۴ با شمارهٔ ثبت ۱۲۶۹۳ به‌عنوان یکی از آثار ملی ایران به ثبت رسیده است.